# Meilichius politus
Meilichius politus es una especie de coleóptero de la familia Endomychidae.

## Distribución geográfica
Habita en la isla de Nías (Indonesia).